# Nouvion-le-Comte
 Nouvion-le-Comte  es una población y comuna francesa, en la región de Picardía, departamento de Aisne, en el distrito de Laon y cantón de Crécy-sur-Serre.

## Demografía
| 627 | 613 | 641 | 673 | 657 | 678 | 700 | 705 | 688 | 702 | 667 | 711 | 707 | 953 | 679 | 867 | 603 | 574 | 535 | 519 | 392 | 435 | 419 | 399 | 392 | 434 | 367 | 325 | 285 | 265 | 281 | 275 | 276 |
| Para los censos de 1962 a 1999 la población legal corresponde a la población sin duplicidades (Fuente: INSEE [Consultar]) |     |     |     |     |     |     |     |     |     |     |     |     |     |     |     |     |     |     |     |     |     |     |     |     |     |     |     |     |     |     |     |     |